# Tàhir ibn Abd-Al·lah
Tàhir (II) ibn Abd-Al·lah ibn Tàhir (àrab: طاهر بن عبد الله بن طاهر, Ṭāhir b. ʿAbd Allāh b. Ṭāhir) fou governador tahírida del Khorasan. Va succeir el seu pare Abu-l-Abbàs Abd-Al·lah ibn Tàhir el 845 en el regnat del califa al-Wàthiq. No era el candidat favorit del califa per exercir el govern que preferia a Ishaq ibn Ibrahim ibn Mússab (governador militar de Bagdad des del 822) però finalment fou nomenat. Durant el govern del seu pare, Tàhir havia estat ocupat en una sèrie de campanyes a les estepes del nord contra el turcmans oghuz en el qual va tenir la cooperació dels subgovernadors samànides de la Transoxiana. Una vegada al poder al Khorasan, no se sap gran cosa del que va fer. La província de Sistan es va perdre quan el cap ayyar Sàlih ibn an-Nadr va foragitar el governador tahírida i va agafar-ne el control. Va morir el 862 deixant el govern al seu jove fill Muhàmmad ibn Tàhir, decisió que el califa al-Mustaín va avalar i va confirmar al jove en el govern tot i no ser altre cop la seva solució preferida.